# Jules Vandromme
Jules François Van Dromme (Westouter, 3 november 1865 - 20 december 1946) was een Belgisch volksvertegenwoordiger en burgemeester.

## Levensloop
De steenbakker Vandromme was een zoon van Pierre Vandromme en Virginie Parent. Hij werd in 1895 verkozen tot gemeenteraadslid van Westouter en werd er in 1913 burgemeester.
Tijdens de Eerste Wereldoorlog was hij er in oktober 1914 getuige van hoe Servais Dauchy, de veldwachter van Westouter, door de Duitsers werd vastgebonden aan het hekken rond de kerk en terechtgesteld. Hij woonde er recht tegenover en was naar de Duitsers gesneld met het verzoek de plaats van de veldwachter te mogen innemen, want hij was ongehuwd en had kind noch kraai, terwijl Dauchy een vrouw en vier kinderen had. Zijn demarche was vergeefs.
In 1919 werd hij verkozen tot katholiek volksvertegenwoordiger voor het arrondissement Ieper en vervulde dit mandaat tot in 1921.